# Frauke Sinjen
Frauke Sinjen (21 de marzo de 1940 – 4 de julio de 2003) fue una actriz alemana.

## Biografía
Nacida en Hamburgo, Alemania, sus padres eran la periodista Marlen Kolbe y el ingeniero Max Heinrich Sinjen. Éste falleció en el Frente Oriental durante la Segunda Guerra Mundial, y Sabine creció junto a su madre y su hermana, la actriz Sabine Sinjen (1942–1995), en Hamburgo y Múnich. 
Antes de dedicarse a la actuación, Sinjen trabajó como periodista. En 1960 debutó en el cine actuando junto a Peter Alexander en la comedia Kriminaltango, de Géza von Cziffra. Desde entonces y hasta el año 2000, la actriz participó en diferentes producciones cinematográficas y televisivas. Uno de sus papeles de mayor popularidad es el que hizo en los 20 episodios de la serie televisiva Unser Pauker, aunque fue también actriz invitada en series como Derrick, Forsthaus Falkenau y Aus heiterem Himmel. 
También fue muy activa en la publicidad televisiva, trabajando en más de 300 comerciales. Como actriz de voz, dobló a Majel Barrett en la serie Star Trek: la serie original.
Frauke Sinjen falleció en el año 2003. Fue enterrada en el Cementerio de Irrsdorf, cerca de Salzburgo, Austria, junto a su hermana Sabine.. Desde 1994 había estado casada con el arquitecto Gerd Wiegand, conocido por su trabajo en el diseño de la Villa Olímpica de Múnich. 

## Filmografía
- 1960 : Kriminaltango
- 1962 : Wenn die Musik spielt am Wörthersee
- 1963 : Interpol (serie TV), episodio Herz ist Trumpf
- 1964 : Auto, Auto (corto)
- 1965–1966 : Unser Pauker (serie TV)
- 1969 : Pater Brown (serie TV), episodio Der Fluch des Buches
- 1975 : Derrick (serie TV), episodio Nur Aufregungen für Rohn
- 1975 : Wie würden Sie entscheiden? (serie TV), episodio Was ist denn mit der Ampel los?
- 1976 : Derrick (serie TV), episodio Kalkutta
- 1977 : Notsignale (serie TV), episodio Das Stellwerk
- 1979 : Die Protokolle des Herrn M (serie TV), episodio Der letzte Schuß
- 1979 : Kur in Travemünde (telefilm)
- 1982 : Tatort (serie TV), episodio Das Mädchen auf der Treppe
- 1983 : Meister Eder und sein Pumuckl (serie TV), episodio Der große Krach
- 1984 : Bali (telefilm)
- 1988 : Tatort (serie TV), episodio Tödlicher Treff
- 1988 : Anna
- 1992 : Forsthaus Falkenau (serie TV), episodio Angst um Rica
- 1996 : Gegen den Wind (serie TV), episodio Die Ausreißerin
- 1996–1997 : Aus heiterem Himmel (serie TV, 3 episodios)
- 1997 : Forsthaus Falkenau  (serie TV), episodios Advent, Advent

y Der Weihnachtsmann
- 1997 : Solo für Sudmann (serie TV), episodio Im Zweifel für den Angeklagten
- 1997 : Eine Herzensangelegenheit (telefilm)
- 1998 : Vater wider Willen (serie TV), episodio Alles neu
- 2000 : Stimme des Herzens (telefilm)